# Ronde van Frankrijk 2020/Zesde etappe
De zesde etappe van de Ronde van Frankrijk 2020 werd verreden op 3 september met start in Le Teil en finish op de Mont Aigoual.
| Le Teil – Mont Aigoual (191,0 km) |                    |                       |          |
| Plaats                            | Naam               | Ploeg                 | Tijd     |
| 1                                 | Aleksej Loetsenko  | Astana Pro Team       | 4u32'34" |
| 2                                 | Jesús Herrada      | Cofidis               | + 55"    |
| 3                                 | Greg Van Avermaet  | CCC Team              | + 2'15"  |
| 4                                 | Neilson Powless    | EF Education First    | + 2'17"  |
| 5                                 | Julian Alaphilippe | Deceuninck–Quick-Step | + 2'52"  |
| 6                                 | Bauke Mollema      | Trek-Segafredo        | + 2'53"  |
| 7                                 | Michał Kwiatkowski | Team INEOS Grenadiers | z.t.     |
| 8                                 | Egan Bernal        | Team INEOS Grenadiers | z.t.     |
| 9                                 | Richard Carapaz    | Team INEOS Grenadiers | z.t.     |
| 10                                | Adam Yates         | Mitchelton-Scott      | z.t.     |

| Algemeen klassement |                    |                       |           |
| Plaats              | Naam               | Ploeg                 | Tijd      |
| Gele trui           | Adam Yates         | Mitchelton-Scott      | 27u03'57" |
| 2                   | Primož Roglič      | Team Jumbo-Visma      | + 3"      |
| 3                   | Tadej Pogačar      | UAE Team Emirates     | + 7"      |
| 4                   | Guillaume Martin   | Cofidis               | + 9"      |
| 5                   | Egan Bernal        | Team INEOS Grenadiers | + 13"     |
| 6                   | Tom Dumoulin       | Team Jumbo-Visma      | z.t.      |
| 7                   | Esteban Chaves     | Mitchelton-Scott      | z.t.      |
| 8                   | Nairo Quintana     | Arkéa Samsic          | z.t.      |
| 9                   | Romain Bardet      | AG2R La Mondiale      | z.t.      |
| 10                  | Miguel Ángel López | Astana Pro Team       | z.t.      |
|                     |                    |                       |           |
| 25                  | Greg Van Avermaet  | CCC Team              | + 2'33"   |

1e etappe ·
2e etappe ·
3e etappe ·
4e etappe ·
5e etappe ·
6e etappe ·
7e etappe ·
8e etappe ·
9e etappe ·
10e etappe ·
11e etappe ·
12e etappe ·
13e etappe ·
14e etappe ·
15e etappe ·
16e etappe ·
17e etappe ·
18e etappe ·
19e etappe ·
20e etappe ·
21e etappe
Startlijst · Eindstanden · Afbeeldingen